# Дейл Гантер
Дейл Роберт Гантер (англ. Dale Robert Hunter; 31 липня 1960, м. Петроліа, Канада) — канадський хокеїст, правий нападник. Головний тренер «Вашингтон Кепіталс».
Виступав за «Кітченер Рейнджерс» (QMJHL), «Садбері Вулвз» (QMJHL), «Квебек Нордікс», «Вашингтон Кепіталс», «Колорадо Аваланш».
В чемпіонатах НХЛ — 1409 матчів (323+697), у турнірах Кубка Стенлі — 186 матчів (40+78).
Брати: Дейв Гантер, Марк Гантер.
Досягнення
- Фіналіст Кубка Стенлі (1998)
- Учасник матчу всіх зірок НХЛ (1997).

Тренерська кар'єра
- Головний тренер «Лондон Найтс» (2001—11, ОХЛ)
- Головний тренер «Вашингтон Кепіталс» (2011, НХЛ) 28 листопада 2011 року на посаді його змінив Брюс Будро